# DROP GOAL
『DROP GOAL』（ドロップ・ゴール）は、THE SQUAREの9作目のシングルである。1986年3月5日にCBSソニーから発売された。

## 解説
同日発売のスクェアの11作目のアルバム『S・P・O・R・T・S』』6曲目に収録。カップリング曲「HIT AND RUN」も同じく『S・P・O・R・T・S』3曲目収録楽曲だが、「DROP GOAL」「HIT AND RUN」両曲ともシングルヴァージョン。アルバムヴァージョンと編曲が異なる。
なお、このシングル自体は廃盤になったが、スクェアのシングル曲を収録したベストアルバム『THE SQUARE SINGLE COLLECTION』に「DROP GOAL」、「HIT AND RUN」ともに収録。
スクェアのリーダー兼ギタリストで「DROP GOAL」「HIT AND RUN」両曲の作曲者である安藤正容（シングル「DROP GOAL」発売当時は「安藤まさひろ」の芸名で活動）は「DROP GOAL」を「打ち込みのベース・ラインから出来た」、「HIT AND RUN」を「今までのスクェア・サウンドを受け継いでいる」と語っている。

## 収録曲
1. DROP GOAL
作曲：安藤まさひろ／編曲：THE SQUARE
2. HIT AND RUN
作曲：安藤まさひろ／編曲：THE SQUARE